# Sant Bartomeu del Tossal
Sant Bartomeu del Tossal és una església amb elements romànics i barrocs del municipi de Ponts (Noguera) inclosa a l'Inventari del Patrimoni Arquitectònic de Catalunya.

## Descripció
Sant Bartomeu és als afores del poble del Tossal, al pla, entre el nucli urbà i el Segre, a tocar del canal d'Urgell.
Es tracta d'un edifici aïllat consistent en un conjunt de rectoria, a migdia, i església de nau única, molt reformada, amb una capella lateral adossada. La portalada s'obre a la façana de ponent i respon a una reforma del segle xv. Una atenta mirada a aquest pany de l'església permet diferenciar la façana original de les reformes posteriors. Aquesta façana és coronada per un campanar d'espadanya de dos ulls, de factura clarament posterior a l'obra original, de la qual s'endevina el pinyó, format pels dos vessants de la coberta, perfectament integrat en el mur de la façana. En aquesta mateixa façana oest hi ha una finestra de doble esqueixada i llinda recta que a l'interior és parcialment tapada per l'arc toral que s'adossa al mur oest.
La nau està capçada per un absis de planta hexagonal amb una aresta en l'eix i amb una certa continuïtat amb el contrafort ubicat a la façana septentrional, que actualment es confon amb l'estructura de l'esmentada capella, barroca, adossada a aquesta façana. Al mur oest d'aquesta capella es conserven els vestigis d'un mur semicircular, d'estructura i filiació desconegudes però sens dubte anterior a la construcció de la capella fonda, i els contraforts que s'afegiren als murs nord i sud de l'església, que també són anteriors a la construcció de la rectoria adossada al costat sud de l'església. A l'absis s'obren quatre finestres d'una sola esqueixada, amb llindes rectes, la finestra que és situada més cap al sud és paredada per la construcció de la sagristia, incorporada al conjunt de la rectoria adossada al sud de l'església.
Al mur nord de l'absis es conserva, paredada i mig colgada, una porta, resolta en arc de mig punt.
L'espai absidal conserva una coberta de lloses de pedra que sembla correspondre a l'obra original, mentre que la nau és coberta amb teula, fruit, sens dubte, d'algun remodelatge de les cobertes originals.
Ja a l'interior podem observar que la nau està coberta per una volta de canó reforçada per dos arcs torals i suportada per dos arcs formers per banda, adossats als murs laterals. L'absis és, a l'interior, de planta semicircular ultrapassada, obert a la nau mitjançant un ample arc toral, resolt com un arc triomfal. Si bé anteriorment tot l'interior era arrebossat, en descobrir-se els paraments després de la restauració efectuada a l'entorn de la dècada de 1990, s'ha posat de manifest que l'arc triomfal està format per dues estructures juxtaposades. La meitat de ponent és un arc correctament adovellat, mentre que la part de llevant no correspon a un arc, sinó que és un mur retallat en forma d'arc per adaptar la relació entre l'absis i la nau adossada a ponent. Per l'estat actual de les estructures sembla clar que aquest mur tancava el recinte de l'absis actual, per ponent, si bé es desconeix si existia una porta o un arc triomfal més petit que posés en relació l'absis amb la resta de l'estructura aleshores existent. L'absis és cobert amb una cúpula hemisfèrica, suportada pel mur semicircular en el costat de llevant. La unió amb el mur de ponent, de concepció rectilínia, es resol amb dues trompes còniques, que posen en evidencia que ja des de l'origen l'absis fou concebut amb un tancament pla al costat de ponent.
En l'estat actual, especialment després dels treballs de restauració, sembla clar que l'església de Sant Bartomeu del Tossal és el resultat d'un procés constructiu complex, a partir d'un edifici primitiu, al qual correspondria l'absis actual. Possiblement era un edifici exempt, de planta central, sense nau, al qual s'hauria afegit, probablement al segle xi, la nau actual.
L'estructura constructiva, de carreuó a penes escairat i disposat en filades irregulars, no aporta dades sobre la filiació cronològica de les diferents parts de l'edifici, llevat de les parts més tardanes -campanar, porta i capella fonda-, construïdes essencialment amb carreus ben tallats i polits.

## Història
Si bé no es disposa de notícies històriques documentals sobre aquesta església, l'indret del Tossal es troba esmentat des del segle xii. El fet que el Tossal aparegui esmentat d'antic fa suposar que l'església ja existiria en aquesta època, fet recolzat per les parts de l'estructura arquitectònica que apunten a un origen anterior al segle xi.